# Crenidorsum tuberculatum
Crenidorsum tuberculatum là một loài côn trùng cánh nửa trong họ Aleyrodidae, phân họ Aleyrodinae.
Crenidorsum tuberculatum được Russell miêu tả khoa học đầu tiên năm 1945.